# Haakon, o Poderoso
Haakon ou Haquino, melhor conhecido como Haakon, o Poderoso (em nórdico antigo: Hákon jarl hinn ríki), Haakon Filho de Sigurdo (em nórdico antigo: Hákon Sigurðsson; em norueguês: Håkon Sigurdsson; ca. 935-ca. 995) ou Haakon Jarl, foi o filho de Sigurdo Hakonsson, Jarl de Lade. Foi governador (lensmann) de Trøndelag e Vestlandet. Adão de Bremen escreveu que ele era "do estilo de Ivar [possivelmente, Ivar, o Desossado] e descendia de uma raça de gigantes". Nas sagas, Haakon clamou descendência da linhagem divina de Sæming.
Haakon se tornou jarl após seu pai ter sido assassinado pelos homens de Haroldo Manto Cinzento em 961. Ele guerreou contra o rei Haroldo por algum tempo, até ser forçado a fugir para a Dinamarca de Haroldo Dente-Azul. Na Dinamarca, conspirou com Haroldo Dente-Azul contra Haroldo, o Sem Escrúpulos.